# Pampa (genre)
Pour les articles homonymes, voir Pampa (homonymie).
Genre
Pampa est un genre d'oiseaux-mouches (famille des Trochilidés), originaire d'Amérique centrale.

## Histoire
Le genre Pampa est introduit par Ludwig Reichenbach en 1854, puis devient un synonyme de Campylopterus.
En 2014, une étude de phylogénétique moléculaire révèle que le genre Campylopterus est polyphylétique. Dans la classification révisée, qui vise à ne définir que des genres monophylétiques, les trois espèces C. curvipennis, C. pampa et C. rufa sont reversées dans un genre séparé nommé Pampa, ainsi « ressuscité ».

## Liste des espèces
Selon la classification de référence du Congrès ornithologique international (septembre 2023) :
- Pampa curvipennis — Campyloptère pampa ;
- Pampa pampa — Campyloptère à queue large ;
- Pampa rufa — Campyloptère roux.

## Galerie

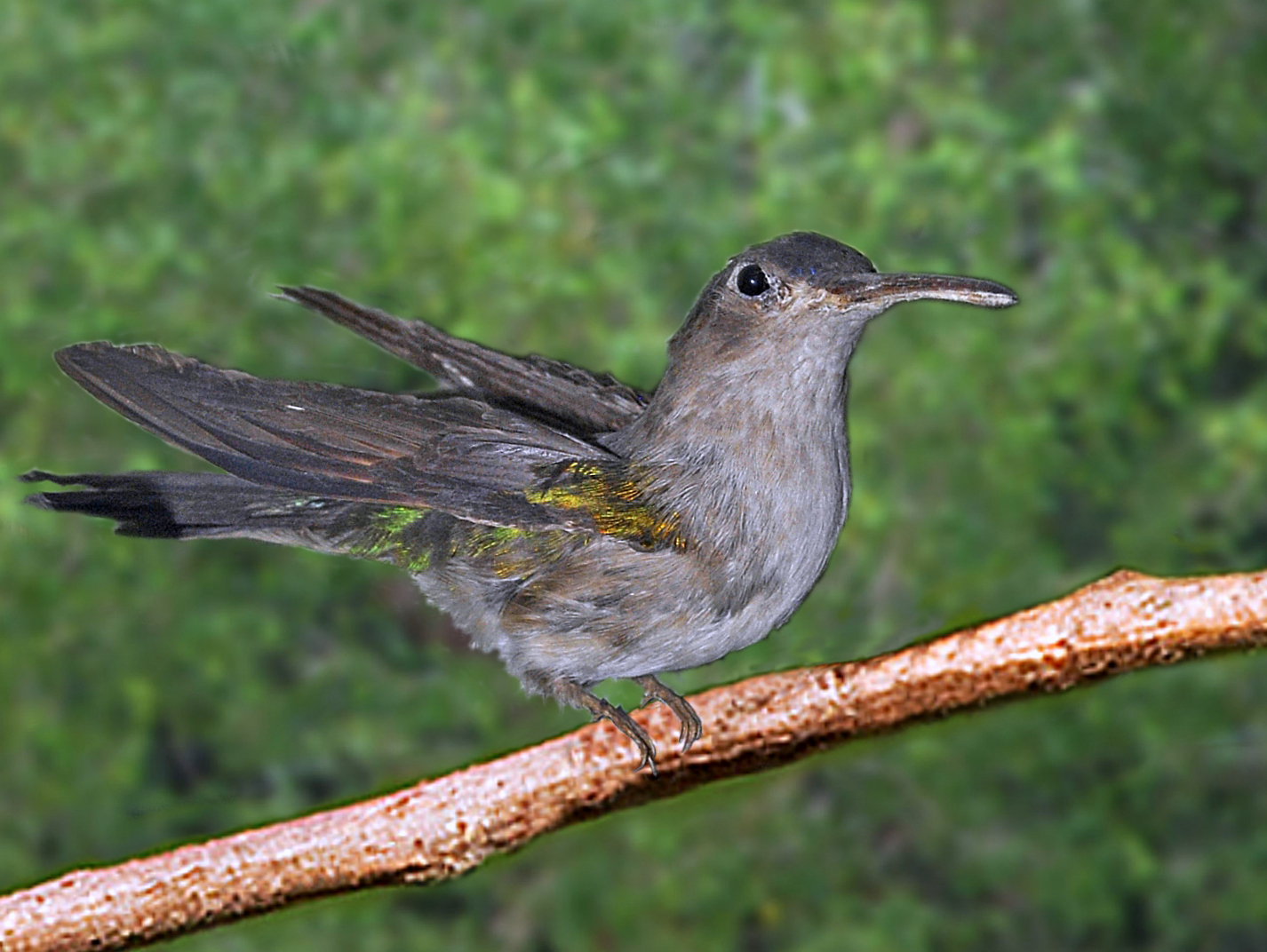
Pampa curvipennis.
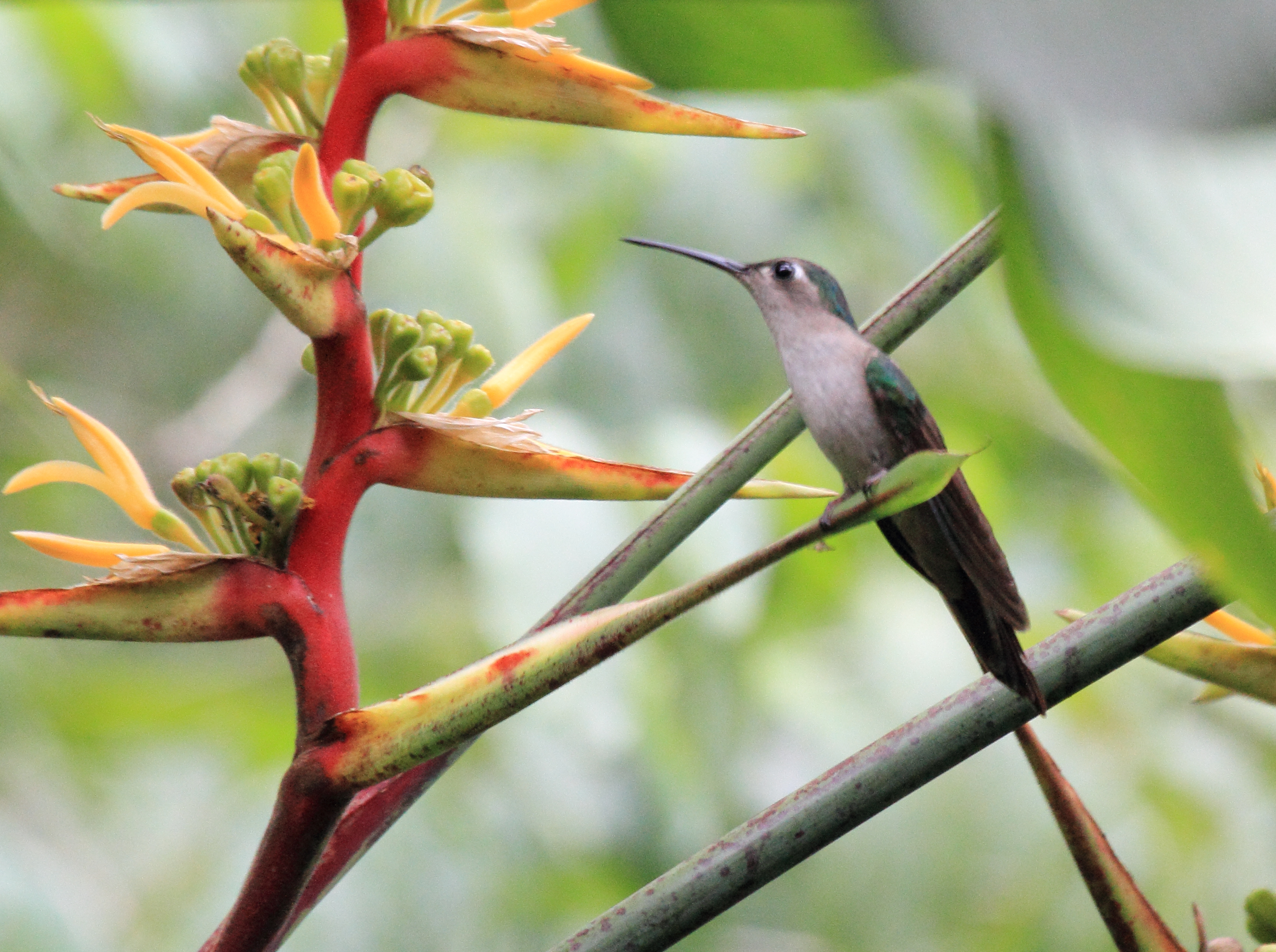
Pampa pampa.
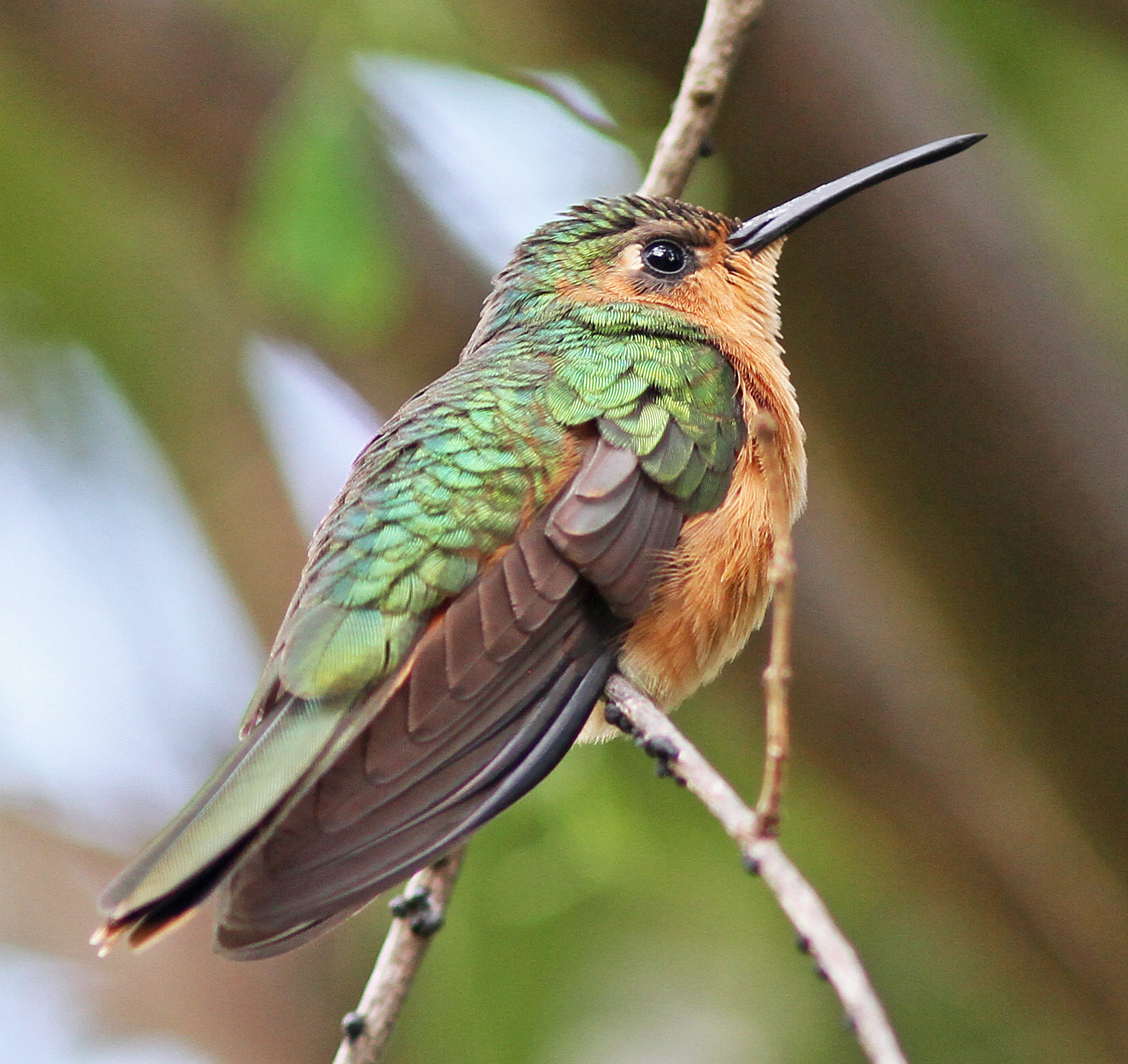
Pampa rufa.